# Clase O (1927)
La Clase O de submarinos subdividida en dos grupos conocidos como Clase Odin (6 unidades) y Clase Oxley (2 unidades) además de la Clase capitán O'Brien chilena; fue una serie de 12 submarinos medianos construidos en astilleros británicos a fines de la década de 1920.
El prototipo de la clase, el HMS Oberon (S09), fue seguido de otros dos sumergibles ordenados por la Real Armada de Australia, pero que -debido a la mala situación económica del país en 1931- fueron transferidos a la Real Armada Británica y nombrados Odin y Olympus. Otros cuatro submarinos de la misma serie (Orpheus, Osiris, Oswald y Otus) fueron ordenados por esta última marina, que solicitó algunas modificaciones técnicas respecto al lote original. Más tarde se encargaron dos unidades más que al tener diferencias de diseño pertenecían a la misma clase pero se denominaron como la subclase Oxley (Oxley y Otway). La Armada de Chile solicitó tres submarinos también, ordenando sus propias especificaciones, como un cañón de mayor calibre. Los submarinos de este pedido, que es a veces denominado Clase Capitán O'Brien, llegaron a Valparaíso el 5 de marzo de 1930. 

## Diseño
Fueron construidos para reemplazar a los envejecidos submarinos de la Clase L, que no tenían la resistencia adecuada para llevar a cabo misiones en el Océano Pacífico. La Clase Odín era teóricamente capaz de sumergirse hasta 500 pies, aunque no fueron probados formalmente más allá de 90 m (300 pies). Su diseño incluía tanques de combustible remachados externamente al casco presurizado. Estos tanques externos resultaron vulnerables, pues solían dejar escapar fugas de combustible después de los ataques con cargas de profundidad, revelando así la posición del submarino. Fueron los primeros sumergibles británicos equipados con sonar (ASDIC) y radio VLF, que podía recibir señal a profundidad de periscopio. 
Comentaristas contemporáneos califican a las unidades del lote chileno como mediocres y de difícil maniobra, debido a que se aumentó el desplazamiento sin extender las dimensiones de la nave, que más aún fueron reducidas respecto al lote original. El resultado fue una nave sobrecargada y de baja flotabilidad. Se prefirió incorporar 200 toneladas de combustible en los depósitos, que darían enormes rangos de autonomía, pero haciendo muy dificultosa e inestable la maniobra de inmersión.

## Historia

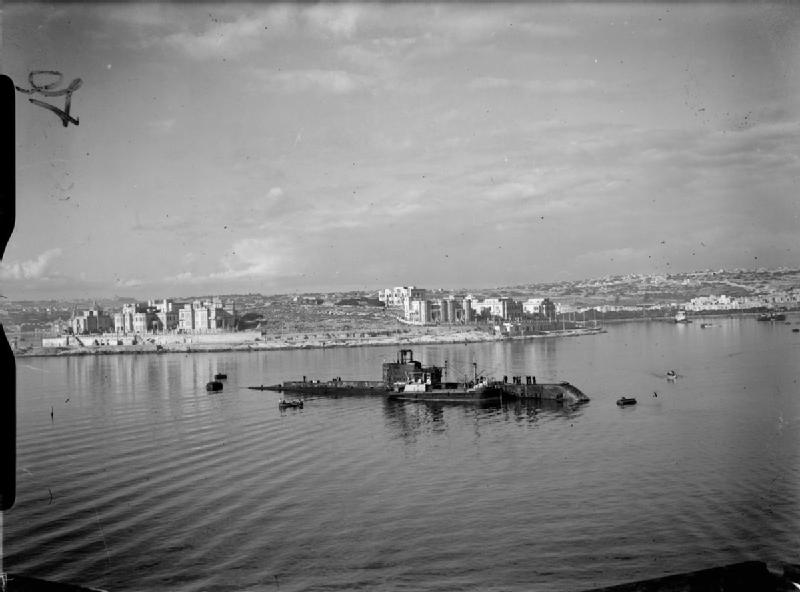
El HMS Olympus en Malta, 1941.

Antes de la guerra, y tras su breve carrera en la marina australiana, los submarinos británicos del primer lote sirvieron principalmente en las islas británicas y Malta. Las naves del segundo fueron destinadas a Hong Kong. Una vez iniciada la Segunda Guerra Mundial, las unidades en su mayoría fueron agrupadas en el teatro del Mar Mediterráneo, enfrentando a la Reggia Marina italiana. Cinco de los diez submarinos británicos fueron hundidos en acciones de guerra: 1 en el Mar del Norte y 4 en el Mediterráneo.
La Sublevación de la Escuadra de Chile de 1931 fue el principal incidente en el que se involucraron las tres unidades chilenas durante su vida operacional; las tripulaciones de todos los submarinos Clase Odín se unieron al movimiento e incluso condujeron sus naves por alta mar dentro de las maniobras acordadas por los alzados. El reglamento de 1937 estableció como distintivo de la especialidad de submarinos de marina chilena el uso de una piocha con la silueta de un submarino clase O.

## Buques

### Prototipo
| Buque              | Constructor        | Lanzado                  | Historia |
| ------------------ | ------------------ | ------------------------ | --- |
| HMS Oberon (ex-O1) | Astilleros Chatham | 24 de septiembre de 1926 | 1927: 5ª Flotilla en Portsmouth. 1931: 1ª Flotilla, en Malta. 1934 1ª Flotilla con la Flota Central (Home Fleet). 1935: 5ª Flotilla en Portsmouth Accidente el 11 de octubre de 1935 en Davenport; daños por choque con el HMS Thanet. Pasó de 1938 a 1939 en refacciones. Luego sirvió para entrenamiento y realizar algunas patrullas 1940 7ª Flotilla en Holy Loch. 1944 (marzo) 6ª Flotilla en Blyth 1944 (junio): Pasado a reserva. 1945: Desguazado. |

### "Clase Oxley"
| Buque                                       | Constructor                | Lanzado                  | Historia |
| ------------------------------------------- | -------------------------- | ------------------------ | --- |
| HMAS Otway (1927), luego HMS Otway (ex-AO1) | Vickers, Barrow in Furness | 7 de septiembre de 1926  | 1929 (feb): Llegó a Sídney junto a su gemelo, incorporándose a la Armada Australiana y realizando ambos ejercicios en la costa de Nueva Gales del Sur. 1930 (may): Pasado a reserva. 1931 (abr): ambos son transferidos a la Royal Navy. 1931: Basado en Malta. 1937: Portsmouth. 1938: Pasado a la reserva. 1939 (sept): 1ª Flotilla, Malta. 1941 (nov): 7ª Flotilla, Holy Loch; 1945 (may): 6ª Flotilla, Blyth. 1945 (agos): Decomisado y desguazado por la British Iron and Steel Corporation. |
| HMAS Oxley, luego HMS Oxley (ex-AO2)        | Vickers, Barrow            | 29 de septiembre de 1926 | 1929 (feb): Llegó a Sídney junto a su gemelo, incorporándose a la Armada Australiana y realizando ambos ejercicios en la costa de Nueva Gales del Sur. 1930 (may): Pasado a reserva. 1931 (abr): ambos son transferidos a la Royal Navy. 1931: Basado en Malta. 1937: Portsmouth. 1938: Pasado a la reserva. 1939 : Reactivado debido a la guerra. 2ª Flotilla en Dundee. (Tte. Cte. H G Bowerman) 1939 (10 sept):Hundido por fuego amigo del HMS Triton cerca de Obrestad, Noruega (58°30′N, 5°30′E), a pocos días de iniciada la Segunda Guerra Mundial. Los oficiales del Triton declararon que mientras hacían patrulla conjunta con el Oxley avistaron un submarino no identificado que no respondió a los mensajes de señales de luces. |

### Clase Odin (Segundo lote)
| Buque       | Constructor                   | Lanzado                 | Historia |
| ----------- | ----------------------------- | ----------------------- | --- |
| HMS Odin    | Astilleros Chatham            | 5 de mayo de 1928       | 1929: Portsmouth. '1930: 4ª Flotilla en Hong Kong. 1939: 8ª Flotilla en Colombo. 1940: 1ª Flotilla basada en Malta/Alejandría. (Tte.Cte. K Woods). '1940 (13 jun): Hundido por cargas de profundidad de los destructores italianos Strale y Baleno, durante una patrulla en el Golfo de Tarento. Se cree que el Strale dañó el submarino y que el Baleno terminó de hundirlo.               |
| HMS Olympus | William Beardmore and Company | 11 de diciembre de 1928 | '1931: 4ª Flotilla en Hong Kong. 1939: 8ª Flotilla en Colombo. 1940: Pasa a operar en el Mediterráneo (Tte.Cte. H G Dymott). 1942 (8 may): Hundido por una mina alemana cerca de Malta, trasladaba hacia Gibraltar a numerosos pasajeros, entre ellos algunos tripulantes de otros tres submarinos que habían sido bombardeados.                                                            |
| HMS Orpheus | William Beardmore and Company | 26 de febrero de 1929   | 1929: Portsmouth. '1930: 4ª Flotilla en Hong Kong. 1939: 8ª Flotilla en Colombo. 1940: 1ª Flotilla basada en Malta/Alejandria. 1940 (19 jun): Hundido al norte de Tobruk por el destructor italiano Turbine. Fue el tercer submarino británico perdido esa semana en ese teatro de operaciones, junto al HMS Grampus y el HMS Odín. Era su primera patrulla en el Mar Mediterráneo.         |
| HMS Osiris  | Vickers, Barrow               | 19 de mayo de 1928      | 1929: Portsmouth. '1930: 4ª Flotilla en Hong Kong. 1938: Portsmouth. 1939: 1ª Flotilla basada en Malta/Alejandria. 1940: Hunde un transporte y torpedero italiano 1941 (jun): Cortas refacciones en Chatham, tras lo cual vuelve al Mediterráneo. 1942: Tras serios desperfectos es relegado a funciones de entrenamiento en la flota de oriente. 1946: Desguazado en septiembre en Durban. |
| HMS Oswald  | Vickers, Barrow               | 19 de junio de 1928     | 1929: Portsmouth. '1930: 4ª Flotilla en Hong Kong. 1938: Portsmouth. 1939: 1ª Flotilla basada en Malta/Alejandria. 1940 (1 ago): Hundido por el destructor italiano Ugolino Vivaldi a la cuadra de Calabria, tras atacar un convoy. |
| HMS Otus    | Vickers, Barrow               | 31 de agosto de 1928    | 1929: Portsmouth. '1930: 4ª Flotilla en Hong Kong. 1939: 8ª Flotilla en Colombo. 1940-42: 1ª Flotilla basada en Malta/Alejandria y 8ª Flotilla en Gibraltar 1943: Destinado a entrenamientos en el Atlántico Sur. 1943: Hundido a las afueras de Durban. |

### "Clase Capitán O'Brien" (Lote chileno)
| Buque             | Constructor                | Lanzado              | Historia |
| ----------------- | -------------------------- | -------------------- | --- |
| Capitán O'Brien   | Vickers, Barrow            | 2 de octubre de 1928 | 1930: Llega a Valparaíso junto a sus dos unidades gemelas. Se une a la Escuadra de Evoluciones, la flota principal. 1931(6 abr): Es el primer submarino en doblar el Cabo de Hornos. 1931 (ago-sept): Tomado por su marinería en Coquimbo participa en la Sublevación de la Escuadra. Es bombardeado por aviones de la FACH junto al resto de la Escuadra. 1943 (17 ago): Protagoniza el rescate y reflotamiento de un avión Vought-Sikorsky amarizado en Coquimbo, que habría llevado "importante" documentación a bordo. 1957: Dado de baja. |
| Almirante Simpson | Astilleros Vickers, Barrow | 15 de enero de 1929  | 1930: Llega a Valparaíso junto a sus dos unidades gemelas. 1931: Forma parte de la Escuadra del Sur. Tomado por su marinería en Talcahuano participa en la Sublevación de la Escuadra. Navega hasta Coquimbo, donde es bombardeado por aviones de la FACH junto al resto de la Escuadra. 1957: Dado de baja. |
| Capitán Thomson   | Vickers, Barrow            | 15 de enero de 1929  | 1930: Llega a Valparaíso junto a sus dos unidades gemelas. 1931: Forma parte de la Escuadra del Sur. Tomado por su marinería en Talcahuano participa en la Sublevación de la Escuadra. Navega hasta Coquimbo, donde es bombardeado por aviones de la FACH junto al resto de la Escuadra. 1958: Dado de baja, era el último submarino de la clase que todavía operaba. |